# Jacques-Joseph Ebelmen
Jacques-Joseph Ebelmen (Baume-les-Dames, 1814. július 10. – Sèvres, 1852. március 31.) francia bányamérnök, kémikus, mineralógus. Neve szerepel az Eiffel-toronyra felírt 72 tudósé között.

## Életrajza
Claude Louis Ebelmennek, a Doubs département környéki erdészeti adminisztráció földmérőjének és Jeanne Claude Grenier-nek – akinek első házasságából már volt négy gyermeke – a fia. Még egy öccse született. 
A Collège de Baume-on tanult nyelvtant és irodalmat, amíg el nem érte a retorikai szintet, ahol minden díjat elnyert; majd 14 évesen Párizsban, a Lycée Henri-IV-be iratkozva az elemi matematika, a Lycée de Besançonban pedig a speciális matematikai osztályba járt. Mindössze 17 éves volt, amikor 1831-ben belépett az École polytechnique-be.
Az École polytechnique 1831-es évfolyamának és a párizsi École des mines 1833-as évfolyamának volt a hallgatója, ahol 1836-ban évfolyamelsőként végzett, osztálytársai voltak François Clément Sauvage, Jean Robert Evariste Declerk és René-Charles-Félix Bertrand de Boucheporn. A franc-comtois nyelvet beszélő régióból származó mérnököt kezdetben Vesoulba nevezték ki. Négy évet töltött itt Franche-Comtéban, különböző ércek analitikai kutatásába kezdett, és ettől kezdve a kohászati kémiáról szóló munkák sorozatát közölte. 1837. július 2-án kapta meg az aspiráns mérnöki rangot, 1839. január 30-án pedig a másodosztályú rendes mérnöki rangot. 1840. december 18-án Pierre Berthier visszahívta az École des Mines-be a „docimasia” tanszék tansársegédi állására. Ugyanekkor kinevezték az Annales des Mines folyóirat szerkesztő-bizottsági titkárhelyettesévé. 1841-től magántanárként az École polytechnique kémiaoktatását is ellátta.
1843. április 19-én Párizsban megnősült, elvette Rose Henriette Jenny Hachette-t (Jean Nicolas Pierre Hachette-nek – aki Gaspard Monge asszisztenseként részese volt az École Polytechnique megalapításának – a leányát). Egy gyermekük, Louise Jenny Ebelmen, 1849-ben született meg.
1845-től az École des Mines I. osztályú vegyészprofesszori székébe került, párhuzamosan pedig Lajos Fülöp király 1845. április 5-én kelt határozatával mérnökként a sèvres-i porcelánmanufaktúra segédügyintézői feladatkörével is megbízta.  A kerámia előállításra szakosodott mérnök nagy hírnévre tett szert a manufaktúra magas hőfokú kemencéinek felhasználásával kidolgozott „száraz módszerrel történő” kristályos ásványok előállításában. 1847. október 14-én a sèvres-i manufaktúra igazgatójává nevezték ki. Itt megszervezte a manufaktúra múzeumát és jelentős előrelépést tett az iparág fejlesztésében: amelynek során a kiégetéshez a fát szénnel helyettesítették, hozzájárult a jobb és gazdaságosabb öntési eljárások kifejlesztéséhez, amely lehetővé tette, hogy nagyméretű, kifogástalanul könnyű és tiszta formájú darabokat kapjanak, valamint megújította a lágy porcelán és a fémzománc gyártását, amelyet előtte elhanyagoltak. Tökéletesítette az addig csak tányérok és kémiai eszközök gyártására használt öntési eljárást, amelyet kétféle, ugyancsak nehezen beszerezhető terméktípus megformálására alkalmazott: extra vékony tárgyak, csészék, csészealjak és Japán utánzatú vágott darabok, valamint nagyméretű termékek, mint a Klagmann-váza és az 1,14 méter átmérőjű Feuchère-kupa.
1847 áprilisában a francia Becsületrend lovagi címét nyerte el.

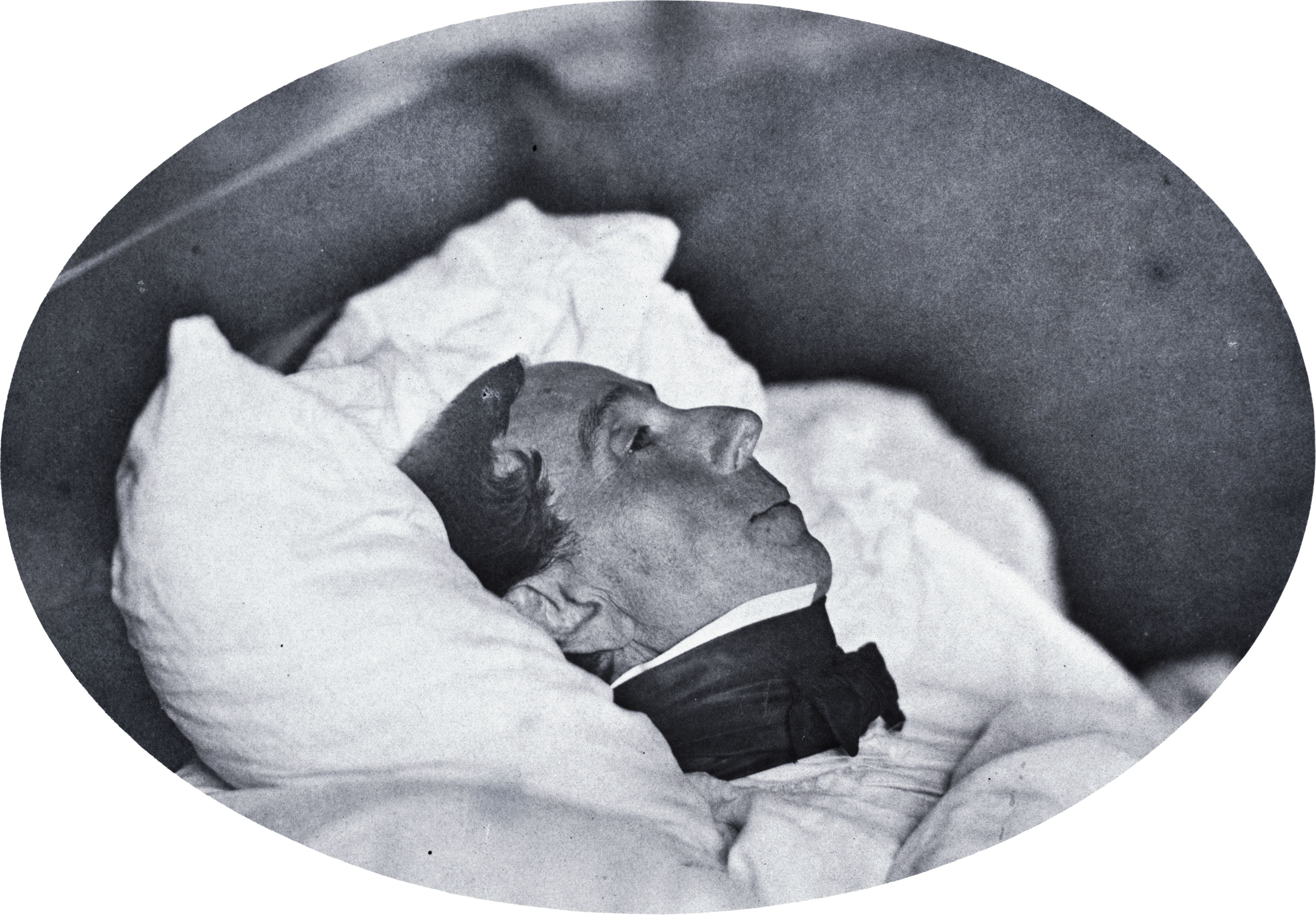
Ebelmen a halálos ágyán, 1852. Louis-Rémy Robert felvétele

1847. június 25-én I. osztályú mérnökké léptették elő (később, halála hónapjában egy 1852. március 8-i rendelet bányafőmérnöki rangot adományozott neki).
1848-ban megkapta a Conservatoire National des Arts et Métiers kerámia tanszékét.
1849-ben tagja volt a Nemzeti Kiállítás központi zsűrijének, 1851-ben pedig a francia kerámiaipart képviselte a londoni világkiállításon a nemzetközi zsűri tagjaként. Ebből az alkalomból Angliában a legjelentősebb tudósokkal találkozott, különösen Michael Faraday-vel, aki meghívta őt, hogy vegyen részt mellette a londoni Királyi Intézet előtt tartott előadás utolsó óráján, és ezt az órát teljes egészében a fiatal francia tudósnak a kristályos ásványok és drágakövek reprodukciójával kapcsolatos munkája bemutatására szentelte.
Alig néhány hónappal Franciaországba való visszatérése és a kiállításról szóló beszámoló megírása után Ebelmen agyhártyagyulladást kapott, amely néhány óra alatt elragadta családjától, barátaitól. 1852. március 31-én halt meg.

## Műszaki és tudományos munkái
Fő kutatótevékenysége a következő témákra vonatkozott: 
- a kohászati kemencékben lejátszódó reakciók: a kohógázok összetételének kutatása, a karbonizáció elmélete és a vasércek redukciója,
- az ásványok és kőzetek lassú átalakulása a természetben,
- kristályok vagy kristályosodott ásványok mesterséges előállítása. 1847-ben felfedezett egy nagyon egyszerű szintézismódszert a „kristályos ásványok száraz úton történő előállítására”, és ezt a módszert 1847 és 1848 között alkalmazta ásványfajok reprodukálására, hogy mesterségesen több milliméteres kristályokkal rendelkező drágakövet nyerjen. (spinell, smaragd, peridot, korund stb.).
- Tanulmányozta az urán vegyületeit, sőt a szerves kémia területén is folytatott kutatásokat. Alkalmazta a kémia tudományát a Föld geológiai történetére, s felismerte, hogy a kőzetek átalakulásának jelenségei és a légköri levegő összetétele között szükségszerűen összefüggés áll fenn.[20]
- Különösen figyelemre méltó az a mű, amely a rétegzett kőzetek változásával foglalkozik a légköri tényezők és a beszivárgó víz hatására (1851). Ez a Mémoire sur les Altérations des roches stratifiées című volt az utolsó munka, amelyet Ebelmen a Francia Természettudományi Akadémia (Académie des Sciences) elé terjesztett 1851. december 22-én.[21]

Korunkra nagy jelentőséget nyert az 1845-ben megfogalmazott teóriája, mely szerint a légköri CO2-változások hőmérsékletváltozásokat idézhetnek elő a Föld felszínén.
Amint azt Sur les produits de la décomposition des espèces minérales de la famille des silicates című, 1845-ből származó művében írta:
„(...) az ősi földtörténeti időkben az atmoszféra sűrűbb és gazdagabb volt szénsavban, és talán oxigénben is, mint napjainkban. A gázburok nagyobb nehézkedésének a naphő [okozta] nagyobb mértékű kondenzációval és sokkal intenzívebb légköri jelenségekkel kellett együtt járnia. A légkör természetének változásai kétségtelenül folyamatosan kapcsolatban álltak az egyes korszakokban élő szerves élőlényekkel (hatást gyakoroltak az egyes korszakok szerves életére)”.

## Emlékezete

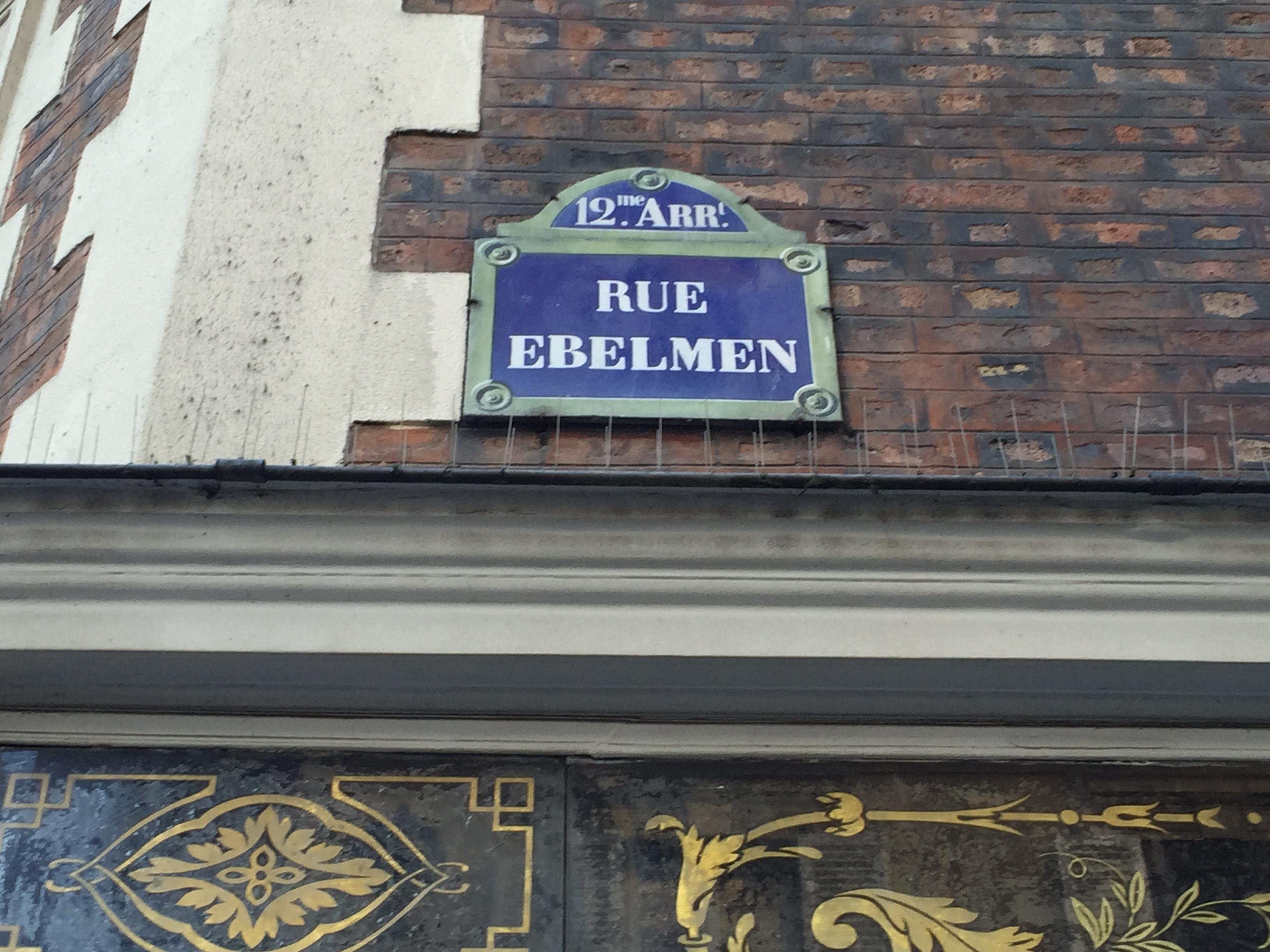
Utcanévtáblája Párizs 12. kerületében

- Neve szerepel az Eiffel-toronyra felírt 72 tudósé között.
- 1885-től nevét viseli Párizs 12. kerületében a rue Ebelmen.
- Az ő tiszteletére nevezték el a Nemzetközi Geokémiai Szövetség (International Association of Geochemistry – IAGC) által kiosztott Ebelmen-díjat.[25]

## Művei
Az 1838 és 1841 közötti időszakban Vesoul körzet mérnökeként egymás után számos elemzést publikált az Annales des mines című folyóiratban. Első, Recherches métallurgiques című műve 1838-ból származik; ezt követte egy sor igen figyelemre méltó értekezés 1844-ig; mások csak 1851-ben jelentek meg.
Louis Alphonse Salvétat összeállította Ebelmen csaknem összes jelentős tanulmányának gyűjteményes kiadását Michel-Eugène Chevreul bevezetőjével.
- Salvétat (Louis Alphonse (revu et corrigé): Recueil des travaux scientifiques de M. Ébelmen. I. kötet (franciául) Michel-Eugène Chevreul (notices). Paris: Mallet-Bachelier. 1855–1861.   636. o. Hozzáférés: 2022. augusztus 1.
- Salvétat (Louis Alphonse): Recueil des travaux scientifiques de M. Ébelmen. II. kötet (franciául) Michel-Eugène Chevreul (notices). Paris: Mallet-Bachelier. 1855–1861.   628. o. Hozzáférés: 2022. augusztus 1.

Az 1850. november 25-én a Francia Természettudományi Akadémia (Academie des Sciences) ülésén Salvétattal előadott értekezése:
- Jacques-Joseph Ebelmen – Alphonse Salvétat: Recherches sur la composition des matières employées dans la fabrication et la décoration de la porcelaine en Chine exécutées à la manufacture nationale de porcelaine de Sèvres et présentées à l'Académie des sciences: Lu à l’Academie des Sciences dans la scéence de 25 novembre 1850. (franciául) Paris: Bachelier. 1852.   85. o. Hozzáférés: 2022. augusztus 2.

Kézirata az 1836. évi, Franciaország több, főként déli területén tett földtani, néprajzi, ipari szempontú tanulmányútjáról Bouchepornnal az École nationale supérieure des mines de Paris (Mines ParisTech) könyvtárának gyűjteményében:
- Félix de Boucheporn – Jacques-Joseph Ebelmen: Journal de voyage de MM. de Boucheporn et Ebelmen: Kéziratos napló. (franciául)  1836.   156. o. Hozzáférés: 2022. augusztus 2. Őrzőhely: École nationale supérieure des mines de Paris (Mines ParisTech), EMP J 1836 (46)

## Fordítás
Ez a szócikk részben vagy egészben  a   Jacques-Joseph Ebelmen című francia Wikipédia-szócikk ezen változatának fordításán alapul.  Az eredeti cikk szerkesztőit annak laptörténete sorolja fel. Ez a jelzés csupán a megfogalmazás eredetét és a szerzői jogokat jelzi, nem szolgál a cikkben szereplő információk forrásmegjelöléseként.